# ネオニコチノイド
ネオニコチノイド（英: neonicotinoid）とは、クロロニコチニル系の殺虫剤の総称である。イミダクロプリド、アセタミプリド、ジノテフランなどが該当する。農薬として世界100カ国以上で販売されている。

## 概要
ニコチンに殺虫作用があることは知られており、農薬として硫酸ニコチンが使われていた。しかし昆虫だけでなくヒトにも強い毒性があるため、ニコチンの化学構造式を少し変えることで、新たなニコチン類似物質であるネオニコチノイドが開発された。有機リン系殺虫剤、合成ピレスロイド系殺虫剤、カーバメート系殺虫剤に対する感受性が低下した害虫に対しても、ネオニコチノイドは殺虫効果を発揮する。ネオニコチノイドの場合は、虫をただ殺すために使用されるだけでなく、虫によって建材や作物や植木が被害を受けないように使用される。ネオニコチノイドが無味無臭である点も、好都合である。
ネオニコチノイドは、水溶性が高く植物体への浸透移行性もあるため、残効が長いという特長を有する。このため、殺虫剤の散布回数を減らせるため、世界において主流の殺虫剤として用いられ、1990年代から使用が急増した。その後、世界各地でミツバチの大量失踪事例、いわゆる蜂群崩壊症候群が多発したため、ネオニコチノイド系殺虫剤が一因ではないかと仮説が立てられた。このためヨーロッパでは予防原則に則り、規制が強化されている。欧州連合(EU)では2018年に、登録ネオニコチノイド主要5種の内3種を使用禁止し、フランスは主要5種全てを禁止した。なお、脊椎動物（哺乳類）がネオニコチノイドを摂取した際の影響評価は議論が続いているが、まだ結論は出されていない。

## 構造
ネオニコチノイドは、化学構造の中にシアノイミン（=N-CN）、ニトロイミン（-C=N-NO2）、クロロピリジル基、クロロチアゾリル基、フリル基を持つ点が特徴である。なお、分子内にクロロ基を持つ構造が代表的なので、分子内にクロロ基を持たないものも含めて、クロロニコチニル系とも呼ばれる。

ニコチン
最初に発明されたネオニコチノイド、ニチアジン

## 種類
- ニトログアニジン系
  - クロチアニジン（英語版） - 2002年、商品名「ダントツ」「ベニカ」
  - ジノテフラン - 2002年、商品名「スタークル」
  - チアメトキサム - 1997年、商品名「アクタラ」
- ニトロメチレン系
  - ニテンピラム - 1995年、商品名「ベストガード」
  - ニチアジン - 1979年にシェル株式会社が開発した。しかし光に対して不安定なため、実用化されなかった。
- ピリジルメチルアミン系
  - アセタミプリド - 1995年、商品名「モスピラン」「マツグリーン」「イールダーSG」「アリベル」
  - イミダクロプリド - 1991年、商品名「アドマイヤー」「メリット」
  - チアクロプリド - 2001年、商品名「バリアード」「カリプソ」

クロチアニジン
ジノテフラン
チアメトキサム
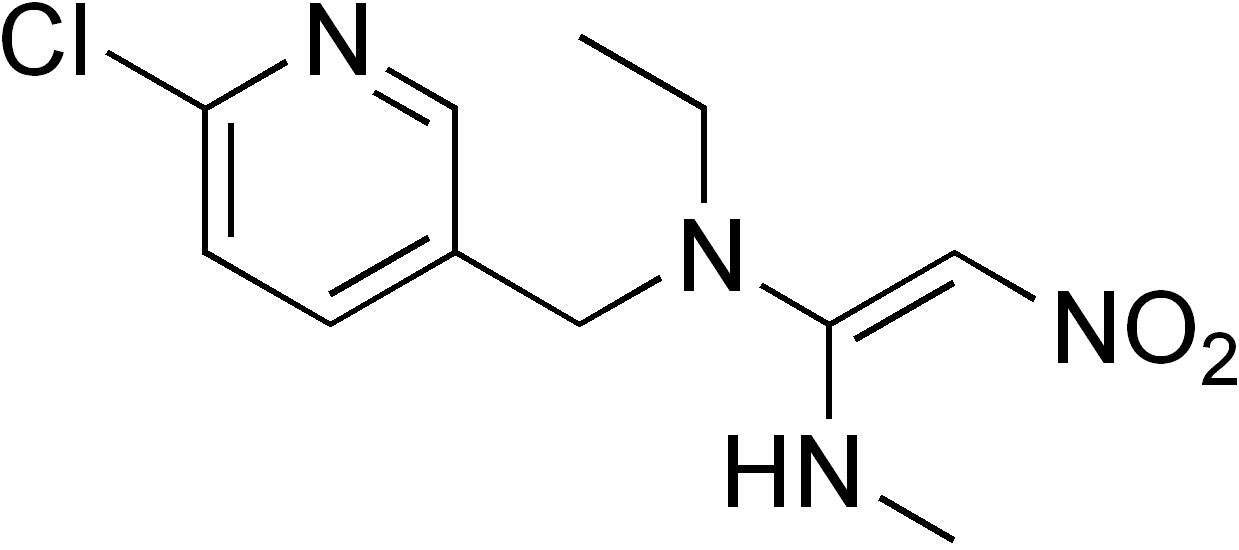
ニテンピラム
アセタミプリド
イミダクロプリド
チアクロプリド

## 作用機序
ネオニコチノイドは神経細胞のシナプス部分の後膜に存在する神経伝達物質のアセチルコリンの受容体である「ニコチン性アセチルコリン受容体 (nAChR)」に結合し、神経細胞を興奮させ続けることで、昆虫を死に至らしめる。

## 毒性
ヒトなどの哺乳類には低濃度で単独使用した場合、急性毒性は比較的低い。一方で昆虫には高い毒性を持つという、選択毒性を発揮する。
ところで、ネオニコチノイドの作用点であるアセチルコリン受容体は、昆虫のみならず、ヒトなどにも発現している受容体である。これは、アセチルコリンが、昆虫のみならず、ヒトでも神経伝達物質として使用されているためである。ヒトにおいて、アセチルコリンは中枢神経系のみならず、自律神経でも、神経筋接合部においても作用している。さらに、哺乳類がネオニコチノイドを経口摂取すると、腸管から容易に吸収されるだけでなく、血液脳関門すら容易に通過する。
このようなことから、ネオニコチノイド系農薬がヒトの脳への影響、とりわけ、発達中で外来物質の影響を受けやすい胎児や小児の大脳への影響を懸念する意見もある。哺乳類がネオニコチノイドを摂取した際の影響については議論が続いているが、まだ結論に至っていない。

### 生態系への影響
ネオニコチノイド系殺虫剤は、これまで世界で使用されてきた有機リン系殺虫剤と比べ、ヒトなどの霊長類や哺乳類、さらに、鳥類・爬虫類への安全性は高い。一方で昆虫に対する毒性は強く、また植物体への浸透移行性を持ち、さらに残効も長いため、殺虫成分が植物体内に長期間残る。
労働時間の削減、害虫予防や殺虫剤の散布回数削減のためには、こうした残効の長さは利点だが、殺虫成分は葉や果実だけでなく、花粉や蜜にまで移行するため、これらを餌とするミツバチなどの昆虫も、長期に渡ってネオニコチノイドの影響を受けるという意見もある。
また、ネオニコチノイドが水溶性であるため、水田で使用すると、河川や湖沼など生態系に広く拡散し、水棲昆虫などに影響を与える可能性もある。水棲昆虫などを食糧にしている生物は、食糧が減少することで打撃を受けている可能性も指摘されている

#### ミツバチ大量死・失踪との関係
1990年代初めから、世界各地でミツバチの大量死・大量失踪が報告され、既に2007年春までに北半球から4分の1のハチが消えたとされている。ミツバチ大量死は、2010年時点でカナダやアメリカ合衆国、中華人民共和国、中華民国、インド、ウルグアイ、ブラジル、オーストラリア、そして日本など、全世界的な広がりを見せている。
各国での研究報告では、ネオニコチノイド系農薬はこうした「蜂群崩壊症候群」(Colony Collapse Disorder, CCD) の原因の1つだと仮説が出されているものの、ネオニコチノイド系農薬との因果関係は立証されていない。
なお、同じネオニコチノイド系農薬でも、ミツバチに対する毒性は、製品により異なることも知られている。クロチアニジン、イミダクロプリド、チアメトキサム、ジノテフランは、ミツバチへの急性毒性が特に高いのに対して、アセタミプリド、チアクロプリドは、ハチに対する毒性が低い。

#### トンボの減少
石川県立大学の上田哲行と宮城大学の神宮字寛の調査によれば、ネオニコチノイド系殺虫薬を使用した水田では、アキアカネの羽化が従来の30パーセントほどに減少したと指摘されている。

#### 水生生物全般
島根県の宍道湖では、ニホンウナギやワカサギが激減している。その原因について、水田でネオニコチノイド系殺虫剤が使用されるようになった時期と一致しており、河川から湖沼へ流入して小型の水生生物（オオユスリカ幼虫、キスイケナガミジンコ）を殺傷し、間接的に、それらを捕食する魚類を激減させた可能性があるとする研究報告が2019年11月に、産業技術総合研究所により発表された（東京大学、島根県保健環境科学研究所、名古屋市環境科学調査センター、千葉工業大学との共同研究）。

### ヒトへの影響
農薬の毒性評価は、対象動物の死亡率で行われ、分解代謝物が内分泌や神経作用に与える影響の評価が不充分と指摘されている。
ただヒトに対する急性毒性は低く、慢性毒性、発がん性、繁殖性、催奇形性及び変異原性の試験でも問題は認められなかったと、内閣府食品安全委員会の審査で報告されている。ラットを用いた代謝試験では投与後、24時間以内に96%以上がそのまま排出され、蓄積はしなかった。ただし胎児や幼児への影響は研究途上であり不明である。短時間に大量摂取した場合には、急性中毒を起こす。
農薬散布者を除外して考えると、ヒトが体内に取り込む主要な経路は、飲料水や食品の経口摂取、ハウスダスト、飛散物の吸引（肺）。
水溶性であるため、農作物の表面に付着すると農薬原体及び代謝物（分解副生成物）は内部に浸透する。そして常圧では、147 ℃から270 ℃以下では熱分解しないため、食品の調理過程でネオニコチノイド系の残留農薬が分解することはない。哺乳類では腸管からよく吸収され血液脳関門を容易に通過する。
残留基準は、先進国と比較し食品残留基準値が高く設定、すなわち、多く残留していてもよいように、緩い基準が設定されている。特に、日本では2015年5月19日に厚生労働省がネオニコチノイド系農薬の食品残留基準を緩和した上に、使用が許可されているネオニコチノイド系農薬の種類が多いため、その摂取量（曝露量）も多いと指摘されている。
農産物の可食部に残量したネオニコチノイド系農薬で、経口摂取による健康障害が生じたとされる事例が報告されている。報告されている症状は、亜急性のニコチン中毒症状に類似し亜急性の頭痛、めまい、吐気、嘔吐、胸痛、動悸、筋肉痛、筋脱力、振戦、記憶障害、発語障害、意識障害、心電図異常などで、WPW（ウォルフ・パーキンソン・ホワイト）症候群と診断された患者がいた。その有症者からは、ネオニコチノイドの代謝物である6-クロロニコチン酸が、尿中からLC/MS法によって検出された。
一方、松食い虫対策としてアセタミプリドが空中散布された地域では、気中濃度は検出下限(0.15μg/m3)以下であったのにもかかわらず、周辺住民の一部は亜急性のニコチン中毒症状を訴え、医療機関を受診した事例があった。
2014年4月からの1年間、神奈川県で行われた調査によれば、河川の水からは水田での薬剤使用量が増加する6月から7月の検出濃度が上がり、上水道からは河川水とほぼ変わらない濃度で検出されたと報告されている。

## 歴史
天然物であるニコチン・硫酸ニコチンは、古くから殺虫剤として使われてきたものの、これらは人畜に対する毒性も高く、危険である。そこでこれらを元に毒性を低減すべく、ネオニコチノイドが開発された。
1979年にシェル株式会社で開発・発表されたニチアジンは、太陽光に対し不安定という欠点があったため、実用化されず改良が加えられた。
1980年代に日本特殊農薬株式会社（現：バイエルクロップサイエンス株式会社）がイミダクロプリドを開発し、1988年に日本で公的試験を開始し、1992年にネオニコチノイド系として世界で初めて農薬登録された。その後、研究が進むにつれて、本系統剤が多様な化合物群で構成されることが見い出され、1993年に、東京農業大学教授の山本出によって「ネオニコチノイド」と呼ぶ提案がなされた。以降「ネオニコチノイド系殺虫剤」の呼称が、世界で使われている。
2019年現在、殺虫剤抵抗性対策委員会（Insecticide Resistance Action Committee, IRAC）による作用機序・作用分類で、ネオニコチノイドに分類される7剤中6剤が、日本企業によって開発されたものである。

## 用途
ネオニコチノイド系殺虫剤は、各国において、ガーデニング用および農業用の殺虫剤、家庭用スプレー式殺虫剤、ペットなどのシラミ・ノミの駆除、ゴキブリ駆除、シロアリ駆除、住宅の化学建材、木材防腐剤など広範囲に使用されている。

### 日本における主要用途
ネオニコチノイド単体の農薬として販売される以外に、他の殺虫剤や農業用殺菌剤および殺ダニ剤に混ぜられている。
農薬
- 水稲、果樹、花卉、野菜、茶葉 - カメムシ、ウンカ、ヨコバイ、カイガラムシ、アブラムシ、コナジラミ、チョウ目幼虫など
- 森林 - マツ材線虫病防止[19]

建材の防虫剤
例：床フローリング材の表面材接着層の接着剤混入処理剤
- シロアリ[18]、キクイムシ[30]

### 日本での規制
希釈前の高濃度の薬剤（顆粒水和剤・乳剤）については、アセタミプリドとイミダクロプリドが、毒物及び劇物取締法の「医薬用外劇物」に指定されている。

## 各国の状況

### EU
欧州連合(EU)では、ミツバチ大量失踪事件を受けて、被害拡大を防止するために原因究明に精力的に取り組む一方で、予防原則に基づき、その原因の1つであると考えられるネオニコチノイド系農薬に対する規制を実施する対策を講じている。
EU圏内では2013年12月よりネオニコチノイド系農薬のうちクロチアニジン、イミダクロプリド、チアメトキサムの3種に対する使用規制が導入された。ただし、開花時期以外での散布、温室ハウス内での散布、ミツバチの来ない作物への使用、この3種以外のネオニコチノイド系殺虫剤の使用は禁止対象外である。

#### フランス
フランスは、ネオニコチノイド系農薬の使用規制に最も熱心な国家である。1994年にイミダクロプリドによる種子処理（種子のコーティング）が導入された後に、ミツバチ大量死事件が発生していた。そこで1999年1月に、予防措置として、イミダクロプリドによるヒマワリ種子処理を全国的に一時停止し、原因究明調査に着手した。
そのような中で2002年に、ミツバチ全滅事件発生した。フランス農業省の委託を受けた毒性調査委員会は、2003年にイミダクロプリドの種子処理によるミツバチへの危険性を警告する報告書をまとめた。これを受けて、2004年に農業省は、イミダクロプリドを活性成分とするネオニコチノイド系殺虫剤ゴーシュの許可を取り消し、イミダクロプリドによるトウモロコシの種子処理も禁止した。そして2006年4月に、最高裁の判決を受け、ネオニコチノイド系農薬ゴーシュ（イミダクロプリド）を正式に使用禁止とした。
2016年7月にフランス国民議会は、ネオニコチノイド系農薬の使用禁止を盛り込んだ生物多様性法を可決した。2018年9月からネオニコチノイド剤は一部の例外を除き使用禁止され、2020年7月からは例外使用規定が廃止され、全面禁止された。

#### オランダ
2000年に、イミダクロプリドを開放系栽培での使用を禁止した。

#### デンマーク
2000年、イミダクロプリドの販売を禁止した。

#### ドイツ
ネオニコチノイド系農薬のクロチアニジンが広く市場に出回るようになると、ハチの大量死・大量失踪が発生したと、2006年に初めて報告された。翌2007年から2008年にかけて被害がさらに深刻化、2008年、ドイツ連邦消費者保護・安全局 (BVL) は、イミダクロプリドとクロチアニジンの認可を取り消し、ネオニコチノイド系農薬7種類の販売を禁止した。

#### イタリア
2008年に、農水省がイミダクロプリドやクロチアニジンによる種子コーティング処理を禁止した。

#### アメリカ合衆国
2015年に、アメリカ合衆国環境保護庁（EPA）はスルホキサフロル製剤の登録を取消し、販売を禁止した。
2016年には、メリーランド州で規制された。

#### 日本
日本では、ネオニコチノイド系農薬のイミダクロプリド、クロチアニジン、チアメトキサム、ジノテフラン、ニテンピラム、アセタミプリド及びチアクロプリドの7種が使用可能である。
北海道を中心とする北日本で、ミツバチ大量死が多発しており、水田でカメムシ対策に使われているネオニコチノイド系殺虫剤が原因との結論を、畜産草地研究所が出している。
東京都が行っている国内産野菜・果実類中の残留農薬実態調査（2016年）では殺虫剤について、有機リン系・有機塩素系の検出が減少、ネオニコチノイド系が増加しており、特にジノテフランの頻度が高いと報告された。またネオニコチノイド系農薬は、日本で市販されている緑茶の葉やペットボトル入りの緑茶からは全て、野菜の60%から検出されている。長野県の児童の尿を調査した結果、ほぼ全員から検出されたが、これは茶などから取り込んだためと推測されている。なお日本内分泌撹乱化学物質学会では理事会ではお茶が出されなくなったという。日本の基準ではEUの基準を満たさないため、輸出されている茶などは無農薬品が中心である。農林水産省では基準が日本よりも厳しい国へ輸出する農作物の病害虫防除マニュアルを公表している。
ミツバチによる受粉が、結実に必要なリンゴやウメの果樹栽培を行っている地域を中心に、一部の農業協同組合(JA)や地方公共団体には、開花期のネオニコチノイド系殺虫剤散布の自粛を農家に呼びかけている地域も出てきた。なお日本では、欧州食品安全機関でミツバチに影響があると公表された「ネオニコチノイド系農薬を種子表面に付着させる」コーティング処理は行っていない。
2015年5月19日に厚生労働省は、ネオニコチノイド系農薬の食品残留基準を緩和した。例を挙げれば、ほうれんそうでは従来の13倍に緩和した。